# Kazan Open
O Kazan Open é um torneio de tênis profissional disputado em quadras duras ao ar livre. O evento faz parte do Circuito Feminino da ITF e, em seu ano inaugural, 2013, do Challenger Tour da Associação de Tenistas Profissionais (ATP).

## Resultados

### Simples femininas
| Ano     | Campeã            | Vice-campeã          | Resultado          |
| ------- | ----------------- | -------------------- | ------------------ |
| 2019–20 | Não ocorreu       | Não ocorreu          | Não ocorreu        |
| 2018    | Elena Rybakina    | Daria Nazarkina      | 6–4, 7–6(7–5)      |
| 2017    | Não ocorreu       | Não ocorreu          | Não ocorreu        |
| 2016    | Amina Anshba      | Anastasia Gasanova   | 5–7, 6–1, 6–0      |
| 2015    | Daria Mironova    | Anastasia Frolova    | 5–7, 6–0, 7–6(7–5) |
| 2014    | Alena Tarasova    | Polina Monova        | 6–1, 7–6(7–3)      |
| 2013    | Lyudmyla Kichenok | Valentyna Ivakhnenko | 6–2, 2–6, 6–2      |

### Duplas femininas
| Ano     | Campeãs                              | Vice-campeãs                         | Resultado              |
| ------- | ------------------------------------ | ------------------------------------ | ---------------------- |
| 2019–20 | Não ocorreu                          | Não ocorreu                          | Não ocorreu            |
| 2018    | Alena Fomina Elena Rybakina          | Anastasia Frolova Ksenia Lykina      | 6–4, 1–6, [10–6]       |
| 2017    | Não ocorreu                          | Não ocorreu                          | Não ocorreu            |
| 2016    | Olga Doroshina Yana Sizikova         | Amina Anshba Angelina Gabueva        | 6–4, 6–7(8–10), [10–5] |
| 2015    | Anastasia Frolova Yana Sizikova      | Aida Kalimullina Ekaterina Yashina   | 6–2, 6–3               |
| 2014    | Margarita Lazareva Lidziya Marozava  | Polina Novoselova Sofia Smagina      | 6–1, 0–6, [10–6]       |
| 2013    | Veronika Kudermetova Evgeniya Rodina | Alexandra Artamonova Martina Borecká | 5–7, 6–0, [10–8]       |

### Simples masculino
| Ano  | Campeão           | Vice-campeão  | Resultado |
| ---- | ----------------- | ------------- | --------- |
| 2013 | Sergiy Stakhovsky | Valery Rudnev | 6–2, 6–3  |

### Duplas masculinas
| Ano  | Campeões                          | Vice-campeões        | Resultado |
| ---- | --------------------------------- | -------------------- | --------- |
| 2013 | Victor Baluda Konstantin Kravchuk | Ivo Klec Jürgen Zopp | 6–3, 6–4  |